# فارتونی
فارتونی (به بلغاری: Fartuni) یک منطقهٔ مسکونی در بلغارستان است که در تریاونا واقع شده‌است.
 فارتونی  ۰ نفر جمعیت دارد.